# Копперсмит, Дон
Дон Ко́пперсмит (англ. Don Coppersmith) — американский криптограф и математик. Он принимал участие в разработке алгоритма блочного шифрования DES, в частности, S-блоков, делая их более устойчивыми к дифференциальному криптоанализу — основному методу взлома блочных алгоритмов шифрования с симметричным ключом. Также он работал над алгоритмами вычисления дискретного логарифма, криптоанализом системы RSA, методам быстрого умножения матриц.
В 1972 году Дон Копперсмит получил степень бакалавра в Массачусетском технологическом институте по математике, а также степень мастера и PhD по математике Гарвардского университета в 1975 и 1977 году соответственно. Он был стипендиатом Putnam в 1968—1971 годах.
В 2002 году Дон Копперсмит получил награду RSA Security для математиков.
В настоящее время Дон Копперсмит работает в Центре исследований в Принстоне, отделение Института анализа обороны.